# 호두기술포럼

호두기술포럼 보관됨 2023-12-07 - 웨이백 머신은 충남 천안 그린스타트업타운(GST) 입주기업들이 자발적으로 개최하는 기술교류 포럼이다. 
호두는 GST가 천안에 위치해 있는 장소성을 특징하여 명칭하였고, 호두처럼 단단한 기술로 사업의 성과를 추구한다는 뜻을 갖고 있다.
2023년 11월 제1회 포럼은 GST에서 성공적으로 개최한 것을 시작으로 충남 지역 스타트업 및 창업보육센터와 연계하여 기술 협력을 넓혀갈 계획이다.

## 협력기업
- 루앤팍
- 모빌에이트
- 빅펀
- 에이엔폼
- 스타트업커뮤니티 창업시작
- 코딩부트캠프 정보 플랫폼 런프리